# 鍼灸柔整予備校
鍼灸柔整予備校(しんきゅうじゅうせいよびこう）とは、鍼灸養成施設、柔道整復師養成施設への進学を目指すためにかよう予備校。

## おもな鍼灸柔整予備校
- 早稲田鍼灸柔整校
- MDX鍼灸柔整予備校
- MDX東京鍼灸柔整予備校／MDX大阪鍼灸柔整予備校
- 医進学園明治鍼灸柔整予備校
- 東京鍼灸柔整予備校
- 日本鍼灸柔整専門予備校
- 名古屋鍼灸柔整専門予備校
- 中央鍼灸柔整予備校
- OSC職業予備校
- 東京予備校
- 看護予備校・医療予備校のマンツーマン教育社（関西）併設鍼灸・柔整受験専門予備校 鍼灸師･柔道整復師受験ゼミ
- 関西看護医療予備校鍼灸・柔整 受験対策コース